# Простирание и падение

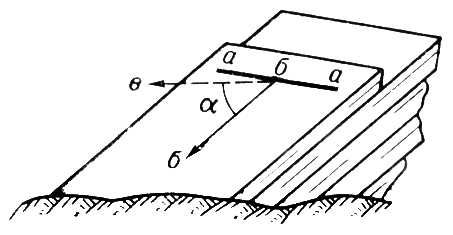
1. a-линия простирания, б-линия падения, в-проекция линии падения на горизонтальную плоскость, α-угол падения

2. 1-простирание, 2-падение, 3-видимое падение, 4-угол падения

Простирание и падение — геологические характеристики положения (элементы залегания) слоя горных пород, кровли магматического массива, жилы и др. геологических тел, а также различных поверхностей (например, поверхности тектонического разрыва) относительно сторон горизонта и горизонтальной плоскости.
Простирание — линия пересечения поверхности слоя (горной породы или др. геологического тела), находящегося в наклонном или вертикальном положении, горизонтальной плоскостью. Направление простирания выражается азимутом.
Падение — линия в плоскости слоя (или др. геологического тела), проведённая перпендикулярно к простиранию в направлении наклона слоя (линия наибольшей крутизны). Ориентировка линии падения определяется её азимутом и углом падения. Азимут измеряется по проекции линии падения на горизонтальную плоскость; угол падения заключён между линией падения и её горизонтальной проекцией.
П. и п. измеряют горным компасом или устанавливают по геологической карте, разрезам, буровым скважинам, горным выработкам, геофизическим данным и по изображениям слоёв на аэрофотоснимках.

## Падение (наклон)
- Этимология. Наклониться вниз; склониться. Наклон вниз[2].
- Определение. Угол падения (р.1,a) — угол между геологической поверхностью и горизонталью в данной точке, измеренной между горизонталью и линией наибольшего наклона этой поверхности.
- История применения. Известно в XVI в. (Георгий Агрикола). Филлипс (1836) употреблял данный термин как синоним понятий en:hade и жилы вниз (en:underlay) и трактовал его как отклонение от вертикали. Робертc (1839) характеризовал падение как '…отклонение линий пластов от горизонтали', а Олдем (1878) определял его как угол наклона, измеренный от горизонтали, под которым пласты или свита наклонены вниз к центру Земли. С тех пор употребляется, в глагольной форме, в значении координаты элементов залегания геологических поверхностей (например, падающий к востоку). Геофизик Рид (Reid et. а1., 1913) и др. расширили понятие линия падения до понятия погружение, существующего сейчас в терминологии.
- Производные термины.

Видимое падение (apparent dip) — величина погружения проекции наклонной поверхности на любую специфическую вертикальную поверхность.
Первоначальное падение (primary dip), первичный наклон (initial dip), наклон осадков (depositional dip) — наклон плитообразного тела горной породы в процессе её накопления или внедрения.
- Примечание. Для заданного простирания имеется два различных падения и чтобы избежать двусмысленности, задают направление падения, по крайней мере приблизительно. Для устранения возможных ошибок при расчёте и для более рационального статистического и машиносчётного анализа предпочтительнее задаваться азимутом падения, чем азимутом простирания (Kenneth K. Landes[3], 1958[4]). Однако условные обозначения на карте, представляющие собой плоскости элементов залегания, должны каким-то образом графически выражать характер простирания или падения.